# 南非足球協會
南非足球總會（英語：South African Football Association，简称SAFA），乃南非足球界的官方機構，掌管南非所有足球事宜，包括管理各級別聯賽、國家隊等等，總部設於约翰内斯堡，屬非洲足協和國際足協會員。

## 外部連結
- （英文） 官方網站